# Matrimonio eterno

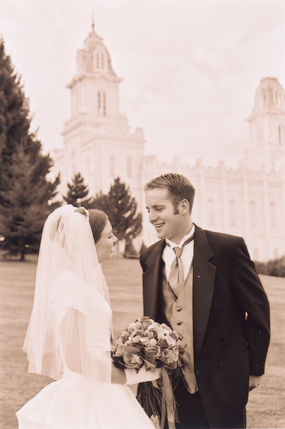
Una pareja tras su matrimonio en el Templo de Manti, Utah

El matrimonio celestial (también llamado el Nuevo y Sempiterno Convenio del Matrimonio, matrimonio eterno o sellamiento del templo) es una doctrina según la cual el matrimonio puede durar para toda la eternidad en el cielo. Es una enseñanza doctrinal única de La Iglesia de Jesucristo de los Santos de los Últimos Días (Iglesia SUD), principal denominación del Movimiento de los Santos de los Últimos Días, así como de ramas del fundamentalismo mormón. En la iglesia SUD es considerado el único contrato perfecto del matrimonio.: 95 

## En la Iglesia SUD
Al interior de la Iglesia SUD, las relaciones familiares pueden ser «selladas», continuando por lo tanto más allá de la muerte, por medio de la ordenanza del sellamiento. Tal ordenanza está asociada con un convenio o pacto que se lleva a cabo dentro de los templos por parte de aquellos que están autorizados a tener el «poder de sellar». Las únicas personas a las que se les permite la entrada al templo, casarse allí o asistir a tales sellamientos son aquellas que tienen una recomendación del templo oficial. Obtener tal recomendación del templo exige que se cumpla con la doctrina de la Iglesia SUD y ser entrevistado y considerado digno por su obispo y presidente de estaca. Además del prerrequisito de obtener una recomendación del templo, otro prerrequisito implica someterse a la investidura del templo, lo que implica hacer pactos de obediencia y devoción a Dios y a sus mandamientos.
Para recibir las bendiciones prometidas por el convenio del matrimonio sempiterno, los devotos deben cumplir la promesa propia de ser obedientes a todos los mandamientos Cristo, incluyendo el vivir una vida pura y casta, abstenerse de cualquier cosa impura, y estar dispuesto a sacrificar y consagrar todo lo que se tiene para la edificación del Reino de Dios.: 97–99  En la ceremonia de matrimonio, hombre y mujer hacen convenios con Dios y uno con el otro y se dice que quedan sellados como marido y mujer por esta vida y por toda la eternidad. La religión, citando Mateo 16:19 y Mateo 18:18, se distingue a sí mismo a este respecto de algunas otras tradiciones religiosas enfatizando que las relaciones y pactos matrimoniales hechos en esta vida en el templo seguirán siendo válidos en el más allá si respetan estos pactos. En el siglo XIX, el término «matrimonio celestial» se refería usualmente a la práctica del matrimonio plural, una práctica que la Iglesia SUD abandonó formalmente en 1890. El término se usa aún hoy en tal sentido por fundamentalistas mormones, que no están afiliados a la Iglesia SUD.
En la actual Iglesia SUD, es posible tanto para hombres como mujeres contraer un matrimonio celestial con una sola pareja viva a la vez. Un hombre puede ser sellado a más de una mujer, y en caso de enviudar puede contraer otro matrimonio celestial y ser sellado tanto a su esposa viva como a su esposa o esposas fallecidas. Muchos mormones creen que todos estos matrimonios serán válidos en las eternidades y que el esposo vivirá en el reino celestial con todas aquellas a quienes fue sellado como una sola familia. En 1998, la Iglesia SUD cambió sus políticas y a partir de entonces se permite también a las mujeres ser selladas a más de un hombre, si bien una mujer no puede sellarse a más de un hombre a la vez en vida y solo puede ser sellada a parejas posteriores una vez ha muerto. Los sellamientos vicarios, como ocurre con los bautismos vicarios, se ofrecen a la persona en el más allá.: 99  Según las enseñanzas de la iglesia, el convenio del matrimonio celestial, como ocurre con otros pactos o convenios, requiere que la pareja mantenga su rectitud tras esta vida. Si solo un miembro de la pareja sigue siendo fiel a su devoción, a esa persona se le promete una pareja eterna justa en la eternidad.